# Takeshi Ushibana
Takeshi Ushibana (Kagoshima, 21 september 1977) is een voormalig Japans voetballer.

## Carrière
Takeshi Ushibana speelde tussen 2000 en 2007 voor Avispa Fukuoka en YKK AP.

## Statistieken
| Japan   | Japan          | Japan           | League | League | Emperor's Cup | Emperor's Cup | J-League Cup | J-League Cup | Totaal | Totaal |
| Seizoen | Club           | League          | Wed.   | Goals  | Wed.          | Goals         | Wed.         | Goals        | Wed.   | Goals  |
| ------- | -------------- | --------------- | ------ | ------ | ------------- | ------------- | ------------ | ------------ | ------ | ------ |
| 2000    | Avispa Fukuoka | J. League 1     | 2      | 0      | 2             | 0             | 2            | 1            | 6      | 1      |
| 2001    | Avispa Fukuoka | J. League 1     | 5      | 0      | 0             | 0             | 3            | 0            | 8      | 0      |
| 2002    | Avispa Fukuoka | J. League 2     | 16     | 1      | 0             | 0             | -            | -            | 16     | 1      |
| 2003    | YKK            | Football League | 28     | 4      | -             | -             | -            | -            | 28     | 4      |
| 2004    | YKK AP         | Football League | 30     | 12     | -             | -             | -            | -            | 30     | 12     |
| 2005    | YKK AP         | Football League | 30     | 7      | -             | -             | -            | -            | 30     | 7      |
| 2006    | YKK AP         | Football League | 34     | 6      | 3             | 2             | -            | -            | 37     | 8      |
| 2007    | YKK AP         | Football League | 32     | 7      | -             | -             | -            | -            | 32     | 7      |
| Totaal  | Totaal         | Totaal          | 177    | 37     | 5             | 2             | 5            | 1            | 187    | 40     |